# John Langley (hockey sur glace)
John Langley (né le 25 juin 1896 à Melrose (Massachusetts) et mort le 5 mars 1967 à Eustis (Floride)) est un hockeyeur sur glace américain. Lors des Jeux olympiques d'hiver de 1924 disputés à Chamonix, il remporte la médaille d'argent.

## Palmarès
- Médaille d'argent aux Jeux olympiques de Chamonix en 1924